# پتنی
پتنی (به چکی: Ptení) یک منطقهٔ مسکونی در جمهوری چک است که در ناحیه پروستییوو واقع شده‌است. پتنی ۱۸٫۵۱ کیلومتر مربع مساحت و ۱٬۱۰۹ نفر جمعیت دارد و ۳۲۲ متر بالاتر از سطح دریا واقع شده‌است.